# Karabin maszynowy DT
Karabin maszynowy DT – 7,62 mm czołgowy karabin maszynowy konstrukcji radzieckiej.
Konstruktorem karabinu był Wasilij Diegtiariow. Prawie na każdym radzieckim czołgu i transporterze opancerzonym w latach II wojny światowej znajdowały się obok armat karabiny maszynowe typu DT, który jest skrótem nazwy „Diektiariowa Tankowoj”. Przystosowany do nabojów karabinowych 7,62 × 54 mm R używanych do karabinu Mosina. Broń ta została skonstruowana w latach 1927–1929 na bazie ręcznego karabinu maszynowego DP i wprowadzona do uzbrojenia Armii Radzieckiej w 1929. Zasadniczo różniła się od pierwowzoru głównie budową elementów zewnętrznych związanych z odmiennymi warunkami użycia. Zamiast stałej kolby zamontowano wysuwaną kolbę metalową, usunięto osłonę lufy i tłumik płomienia. Umocowany był w specjalnym jarzmie kulistym konstrukcji Gieorgija Szpagina pozwalającym na prowadzenie ognia we wszystkich płaszczyznach (w pionowej w granicach 20°, a w poziomie 30°). Zasilany był 63-nabojowym magazynkiem dyskowym, w którym naboje ułożone były dośrodkowo w trzech warstwach. W czołgu T-34 znajdowało się 58 takich magazynków. Posiadał celownik przeziernikowy. Mógł być używany jako ręczny karabin maszynowy po wymontowaniu go z czołgu. Jego zmodernizowaną wersję oznaczono DTM.
W karabiny DT były wyposażone m.in. czołgi: T-60, T-70, KW-1, T34/76, T-34-85 oraz IS-2.